# Schwarze Königskerze
Die Schwarze Königskerze  (Verbascum nigrum), auch Dunkel-Königskerze genannt, ist eine Pflanzenart aus der Gattung der Königskerzen (Verbascum).

## Beschreibung

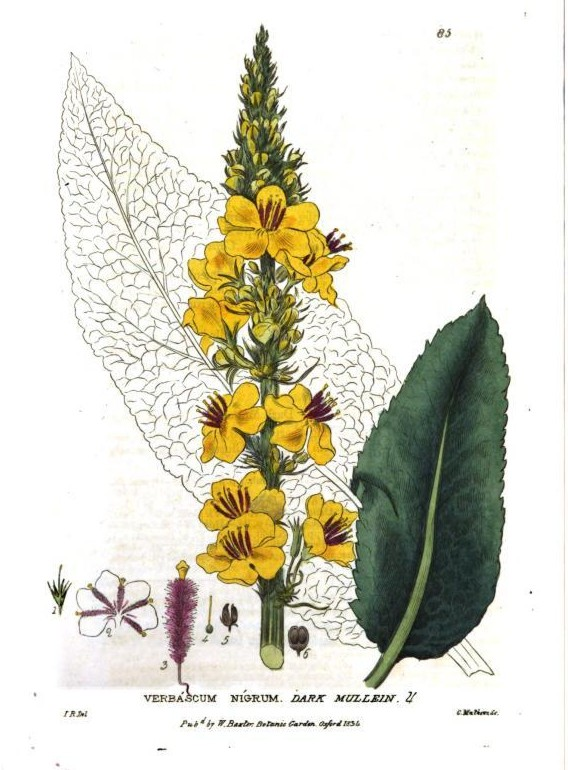
Illustration

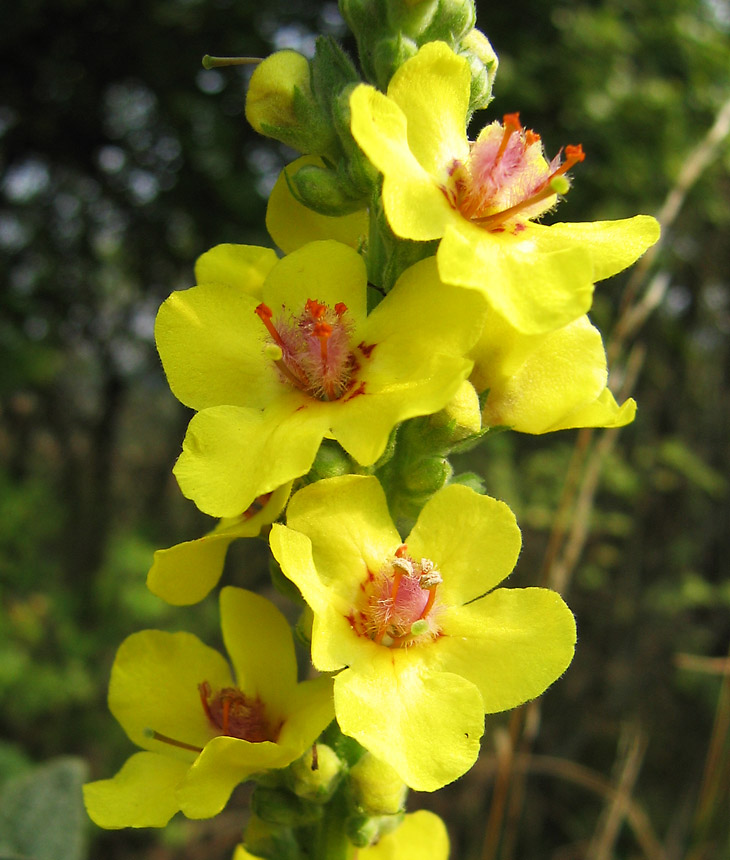
Ausschnitt eines Blütenstandes mit Blüten im Detail

### Vegetative Merkmale
Die Schwarze Königskerze ist eine mehrjährige oder zweijährige krautige Pflanze, die Wuchshöhen von 50 bis 120, manchmal bis 150 Zentimetern erreicht. Der Stängel ist nach oben scharfkantig und oft dunkelrot überlaufen.
Die Laubblätter sind unterseits graufilzig, oberseits – im Gegensatz zu vielen anderen Verbascum-Arten – jedoch fast kahl und dadurch frisch-grün wirkend. Die grundständigen Laubblätter sind meist langgestielt, am Grund herzförmig und ungleichmäßig gekerbt, die mittleren Stängelblätter sind einfach gekerbt und länglich eiförmig.

### Generative Merkmale
Im verlängerten, drüsenlosen Blütenstand sitzen in ähnlich angeordneten Knäueln die Blüten. Der Blütenstand ist ährenförmig und unverzweigt, höchstens am Grund können einige wenige seitliche Trauben entspringen. Die längsten Blütenstiele sind jeweils doppelt so lang wie der Kelch.
Die zwittrigen Blüten besitzen eine doppelte Blütenhülle. Die gelbe, am Grund oft rot gefleckte Blütenkrone ist außen dicht behaart und hat einen Durchmesser von manchmal über 2 Zentimetern. Die Staubfäden sind purpurviolett wollig behaart.
Die Blütezeit reicht von Mai bis Oktober.
Die Chromosomenzahl beträgt 2n = 30.

## Ökologie
Die Schwarze Königskerze ist eine Halbrosettenpflanze mit Wurzelrübe. 
Blütenökologisch handelt es sich um homogame „Pollen-Scheibenblumen“. Die Nektarabsonderung ist gering und vermutlich ökologisch ohne Bedeutung.

## Vorkommen
Die Schwarze Königskerze kommt zerstreut bis verbreitet in weiten Teilen Europas mit Ausnahme von Portugal, Irland und Südosteuropa vor. Darüber hinaus kommt sie auch in Sibirien vor.
Sie wächst auf Schuttplätzen, Böschungen, Straßen- und Wegrändern, Trockenwiesen und in lichten Wäldern. In Österreich ist sie in allen Bundesländern häufig anzutreffen, nur im pannonischen Gebiet fehlt sie. In den Allgäuer Alpen steigt sie an der Pointalpe in Bayern in eine Höhenlage von bis zu 1300 Meter auf.
Die Schwarze Königskerze kommt in Mitteleuropa in Gesellschaften der Verbände Atropion und Arction oder der Ordnung Origanetalia vor.
Die Schwarze Königskerze und die Eigentliche Österreich-Königskerze (Verbascum chaixii Vill.) vikariieren ökogeographisch, d. h. in einem bestimmten Gebiet kommt entweder (fast ausschließlich) die eine Art vor oder die andere. Während die Österreich-Königskerze vor allem in trocken-warmen Lagen auftritt, wird sie in kühl-feuchteren Gegenden großteils durch die Schwarze Königskerze ersetzt.

## Systematik
Die Erstveröffentlichung von Verbascum nigrum erfolgte 1753 durch Carl von Linné. Ein Synonym von Verbascum nigrum L. ist Verbascum minutiflorum Stef.
Von Verbascum nigrum gibt es etwa zwei Unterarten:
- Verbascum nigrum L. subsp. nigrum:
- Verbascum nigrum subsp. abietinum (Borbás) I.K.Ferguson (Syn.: Verbascum abietinum Borbás, Verbascum bornmuelleri Velen.): Sie kommt in Albanien, Serbien, Bulgarien, Rumänien und Griechenland vor.[4]